# You Xie
You Xie (謝盛友) (* 1. října 1958 Chaj-nan, Čína) je německý politik, kandidát pro volby do Evropského parlamentu 2019, novinář a autor čínského původu.
V roce 2010 byl You Xie vybrán mezi „100 nejlepších čínských veřejných intelektuálů“ časopisem Chinese Newspaper Southern Weekly. Dne 20. dubna 2013 si členové Křesťanské sociální unie (CSU) v Bambergu vybrali Xieho do krajské rady. Získal 141 z 220 hlasů, nejlepší výsledek ze všech členů rady kraje. V roce 2014 byla Xie zvolena do městské rady v Bambergu s největším počtem hlasů ze všech kandidátů CSU.
Xie je viceprezidentem Asociace čínských spisovatelů v Evropě a žije se svou ženou Shenhua Xie Zhang v Bambergu, kde provozuje snack bar China Fan. Od roku 2010 je německým občanem.